# James G. Fulton

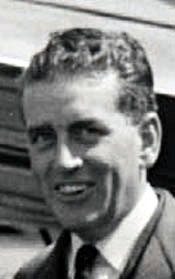
James G. Fulton (1945)

James Grove Fulton (* 1. März 1903 in Dormont, Allegheny County, Pennsylvania; † 6. Oktober 1971 in Washington, D.C.) war ein US-amerikanischer Politiker. Zwischen 1945 und 1971 vertrat er den Bundesstaat Pennsylvania im US-Repräsentantenhaus.

## Werdegang
James Fulton besuchte die öffentlichen Schulen in South Hills und danach das Fine Arts Department des Carnegie Institute of Technology in Pittsburgh. Im Jahr 1924 absolvierte er das Pennsylvania State College. Nach einem anschließenden Jurastudium an der Harvard University und seiner 1928 erfolgten Zulassung als Rechtsanwalt begann er in Pittsburgh in diesem Beruf zu arbeiten. Außerdem war er in der Landwirtschaft tätig. Zwischen 1934 und 1942 gehörte er der Kommission zur Revision der Gesetze im Allegheny County an (Allegheny County Board of Law Examiners). Politisch schloss er sich der Republikanischen Partei an. In den Jahren 1939 und 1940 saß er im Senat von Pennsylvania. 1942 war er juristischer Vertreter seiner Heimatgemeinde Dormont. Damals gab er auch mehrere Zeitungen heraus. Während des Zweiten Weltkrieges diente er zwischen 1942 und 1945 in der US Navy. Dabei war er im pazifischen Raum eingesetzt.
Bei den Kongresswahlen des Jahres 1944 wurde Fulton, der damals noch aktiv im Militärdienst war, im 31. Wahlbezirk von Pennsylvania in das US-Repräsentantenhaus in Washington gewählt, wo er am 3. Januar 1945 die Nachfolge von Herman P. Eberharter antrat. Nach 13 Wiederwahlen konnte er bis zu seinem Tod am 6. Oktober 1971 im Kongress verbleiben. Seit 1953 vertrat er dort den 27. Distrikt seines Staates. In seine Zeit im Kongress fielen das Ende des Zweiten Weltkrieges, der Beginn des Kalten Krieges, der Koreakrieg und innenpolitisch die Bürgerrechtsbewegung sowie der Vietnamkrieg. Fulton war während seiner Zeit als Kongressabgeordneter amerikanischer Delegierter bei verschiedenen internationalen Konferenzen. In den Jahren 1947 und 1948 nahm er an einer UNO-Konferenz in Havanna teil, die sich mit Fragen des Handels und  der Beschäftigung befasste (United Nations Conference on Trade and Employment). Im Jahr 1959 vertrat er die Vereinigten Staaten auf der 14. Generalversammlung der Vereinten Nationen. Zwischen 1960 und 1969 war er Berater der amerikanischen UN-Delegation in Fragen der Raumfahrt.